# Kim Jones (styliste)
Pour les articles homonymes, voir Kim Jones et Jones.
Kim Jones, né le 11 septembre 1973 dans le quartier d'Hammersmith à Londres, est un styliste anglais. Il est diplômé du Central Saint Martins College of Art and Design en 2002,. Il est successivement directeur artistique pour trois entreprises du groupe LVMH et un habitué des collaborations avec d'autres créateurs ou marques.
En 2011, Jones devient le nouveau directeur de la mode de la section prêt-à-porter masculin de Louis Vuitton. En 2017, il participe au développement d'une collaboration avec la marque de skatewear Supreme pour une collection de sweats à capuche, de sacs et d'autres articles . Après Louis Vuitton, en mars 2018 il prend la tête de la création chez Dior Homme tout en restant à Londres, remplaçant ainsi Kris Van Assche,,. Début septembre 2020, il est nommé directeur artistique des collections femmes de Fendi, poste précédemment occupé par Karl Lagerfeld. Il prend la responsabilité de la fourrure, du prêt-à-porter et de la haute couture.
En octobre 2024, il est annoncé que Kim Jones quitte son poste de directeur artistique des collections haute couture, prêt-à-porter et fourrure pour femmes de Fendi.
En janvier 2025, Dior a annoncé que Kim Jones quittait son poste de directeur artistique de Dior Homme.

## Distinctions
- 2019 : Créateur de vêtements pour hommes de l'année aux British Fashion Awards[10] ,[11].
- 2009 : Créateur de vêtements pour hommes de l'année aux British Fashion Awards[12].
- 2006 : Créateur de vêtements pour hommes de l'année aux British Fashion Awards [13].